# Manuel Goded
Pour les articles homonymes, voir Llopis.
Manuel Goded Llopis, né le 15 octobre 1882 à San Juan de Porto Rico et mort fusillé le 12 août 1936 à Montjuïc (Barcelone), est un militaire espagnol.
Lorsque éclate le soulèvement contre le gouvernement de la Seconde République qui débouchera sur la guerre civile espagnole, il est parmi les premiers généraux à rejoindre le général Franco.

## Biographie

### Jeunesse
Goded Llopis naît à San Juan, la capitale de Porto Rico, lorsque l'île est encore une colonie espagnole. C'est là qu'il reçoit son éducation primaire et secondaire. Sa famille s'installe en Espagne lorsque Porto Rico devient un territoire des États-Unis en vertu du traité de Paris de 1898 qui met fin à la guerre hispano-américaine. En Espagne il s'engage et est accepté à l'Académie d'infanterie de Tolède, une institution militaire.

### Carrière militaire
Après ses études à l'académie, Goded est nommé à différents postes. En 1907, il obtient le grade de capitaine à l'âge de 25 ans.

### Guerre du Rif
En 1919, une rébellion contre l'ordre colonial espagnol prend forme dans le protectorat espagnol du Maroc, menée par Abd-el-Krim. Elle débouchera sur la dénommée « guerre du Rif ». Les Riffains écrasent l'armée espagnole menée par le général Manuel Fernández Silvestre lors du désastre d'Anoual en 1921 ; ils s'apprêtent à attaquer l'enclave espagnole de Melilla. Les généraux José Millán-Astray et Francisco Franco, fondateurs de la légion espagnole, combattent les Riffains sur terre et, en 1925, Goded débarque des troupes dans ce qui sera connu comme le débarquement d'Al Hoceima. Ceci marque le début de la fin pour la rébellion rifaine. En 1927 l'Espagne récupère tout le territoire perdu. Goded est promu général de brigade et, peu de temps après, nommé chef de l'armée espagnole d'Afrique.

### Guerre d'Espagne
Au début Goded, est un défenseur de Miguel Primo de Rivera, un général que le roi Alphonse XIII nomme premier ministre en 1923, et qui jusqu'en 1930 gouverne le pays sous forme de dictature. Goded adopte cependant ensuite une posture critique vis-à-vis du régime et on lui retire tout commandement.
À l'arrivée de la Seconde République espagnole, Goded est nommé chef de l'État major central de l'Armée, mais il participe à la Sanjurjada en 1932 et est de nouveau mis en réserve.
En 1934, il fait la connaissance de Franco, lors la répression de la révolution asturienne, aidé de troupes venues d'Afrique du Nord. Les deux hommes entrent en confiance.
En 1936 le Front populaire remporte les élections. Le soulèvement du camp nationaliste est prévu pour le mois de juillet. Le premier ministre Santiago Casares Quiroga exile les officiers militaires suspectés de conspirer contre la République, notamment les généraux Goded et Franco, qu'il envoie respectivement aux îles Baléares et aux îles Canaries. Tous deux prennent immédiatement contrôle de ces îles.
Goded est ensuite envoyé en Catalogne pour lutter contre les républicains.

### Capture
Le général Goded arrive en hydravion de Majorque, accompagné de quelques officiers et de son fils Manuel. L'hydravion amerrit à la base aéro-navale de Barcelone. Goded se dirigea vers la Capitainerie générale pour y proclamer le soulèvement nationaliste. Il arrêta et destitua le général Francisco Llano de la Encomienda, chef de la division territoriale de Barcelone. Mais la cité résiste, la garde civile ne suit pas et les troupes de Goded doivent se rendre face aux milices anarcho-syndicalistes. Il est alors capturé. Il dut reconnaître sur les ondes l'échec du soulèvement en Catalogne. Il fut interné à bord du bateau-prison Uruguay en rade de Barcelone.

### Exécution
Goded est jugé le 11 août 1936 par un conseil de guerre tenu à bord du bateau-prison Uruguay et fusillé le lendemain 12 août 1936 à 6h20 dans les fossés du château de Montjuïc (glacis de Sainte-Héléne) à Barcelone, en compagnie du général Burriel. Le général Goded était en uniforme, le général Burriel était en civil.
C'est un peloton de l'armée républicaine régulière (Régiment de Almansa) de Tarragone qui exécuta la sentence.
Les condamnés furent inhumés à Barcelone (Cimetière Nord).

### Écrits de Manuel Goded
- (es) Marruecos : las etapas de la pacificación, Madrid, Compañia ibero-americana de publicaciones S. A. (rééd. Ediciones Salamina, 2021), 1932, 459 p. (ISBN 978-8412192377, lire en ligne).

### Ouvrages et articles sur Manuel Goded
- (es) Jacinto Merino Sánchez, Los Militares se sublevan en Barcelona : El general Manuel Goded Llopis y el 19 de julio de 1936, Barcelone, BASE, 2013, 312 p. (ISBN 978-8415706083, lire en ligne).